# 两情世界
《两情世界》（英語：All the Little Animals）是一部1998年的剧情片，由杰里米·托马斯执导并制作，克里斯汀·貝爾和尊·赫主演。影片改编自沃克·汉密尔顿于1968年创作的同名中篇小说，由埃斯基·托马斯将其改编为电影剧本。
该片于1998年在戛纳电影节“一種注目”单元首映。并于1999年9月3日在美国上映。

## 剧情
故事的中心是一位情感上有困扰的男子鲍比（克里斯蒂安·贝尔饰）。为了逃离虐待他的继父（丹尼尔·本扎利饰），他选择离家出走。这位继父被称为“胖子”（"The Fat"），其曾经杀死了鲍比的宠物老鼠，并且用鲍比的话来说，他对自己母亲的不断怒吼最终导致了这只宠物鼠的死亡。
鲍比来到英格兰康沃尔附近的树林中，因一起车祸遇见了一位老人（约翰·赫特饰）。这位老人自称为萨默斯先生，他的生活重心是四处奔波，为被汽车撞死的动物举办葬礼，他称这项任务为“工作”。鲍比因为也喜欢动物，与老人建立了友谊，并帮助他完成这项任务。
最终，两人一起返回伦敦，去面对“胖子”。

## 执导背景
在杰里米·托马斯回忆自己成为导演的历程时说：
我二十几岁的时候读过这本书，它一直留在我的记忆中。后来我想到，作为五十岁生日的一个礼物，我应该试着拍一部电影，自己来执导一部影片。这其实是我从事这一行时就打算做的事情，当时我是以剪辑师的身份入行的。但眼看就要五十岁了，我却从未拍过属于自己的电影，虽然我深度参与了许多他人的电影制作。所以，我拍了这部电影。这是一部个人化的电影，因为我认为第一次拍电影时最好选择一个对你而言很重要的核心题材，让你在电影制作过程中能始终保持专注和动力，并赋予影片某种理念。所以我想拍一部关于这本书核心内容的电影，这本书讲述了我们每天在自然中看到的那些普通小动物。这部电影某种程度上是对主流电影的一种解药。但回顾我参与制作的其他电影，也能看到这种主题隐隐贯穿其中。